# Morganatski brak
Morganatski brak je, u kontekstu europskog plemstva, brak između osoba nejednaka društvena staleža. Titule i povlastice koje ima muž ne mogu se prenositi na suprugu i djecu rođenu u ovom braku. Ovaj brak poznat je i kao ljevoruki brak jer na vjenčanju mladoženja simbolično drži svojom lijevom rukom desnu ruku mlade, umjesto desnom rukom lijevu ruku mlade, kako je to običaj.
Ovi brakovi uglavnom su sklapani između muškarca visokog roda i žene nižeg roda ili zanimanja koje se povezivalo s nižim rodom. Ni žena ni djeca iz tog braka nisu mogli polagati pravo na titule, prava ili imovinu mladoženje. Djeca iz ovog braka ipak nisu smatrana izvanbračnom i vrijedila je zabrana bigamije.
Ženi je bila omogućena udaja za muškarca nižeg društvenog statusa. Ovo je međutim, bilo vrlo rijetko jer su žene visokog roda rijetko nosile nasljedne titule, i obično nisu sebi birale muževe. Međutim, bilo je slučajeva kada su se bogate udovice ili nasljednice udavale po svom izboru, i to često za svoje dvorjanine ili čuvare, odnosno svoje ljubavnike. Na primjer, Marija Lujza, vojvotkinja od Parme (nadvojvotkinja carske kuće Habsburga, po svom prvom braku carica Francuske, te izabrana za vladaricu Parme) sklopila je morganatski drugi brak sa svojim ljubavnikom, njemačkim grofom od Neipperga, brzo nakon smrti svog prvog muža, Napoleona Bonapartea. Drugi primjer je Marija Kristina od Obiju Sicilija, udovica kralja Ferdinanda VII., koja je bila španjolska regentica u ime svoje maloljetne kćeri, Izabele II. Marija Kristina tajno se udala za svog gardista.